# Llac de Chapala
El llac de Chapala és un llac d'origen tectònic i el més gran en superfície de Mèxic, amb 1.080 quilòmetres quadrats. És situat al centre-occident del país, a una elevació mitjana de 1.500 m entre la Mesa d'Anàhuac i la Serralada Neovolcànica (Sierra Nevada). Té una llargada de 80 km, una amplada de 18 km, i una profunditat mitjana de 7m. Forma part del sistema del riu Lerma-Santiago: el seu immissari és el riu riu Lerma, i el seu emissari és el riu Grande de Santiago mitjançant el qual, el riu flueix cap al nord-oest i desemboca a l'oceà Pacífic. A causa de la disminució del flux d'aigües de les presses del riu Lerma, en conjunció amb l'ús elevat de la seva aigua per a la irrigació i per a la ciutat de Guadalajara, i les sequeres dels últims anys, els nivells d'aigua del llac han anat disminuint.